# Marlies Hindriks
Marlies Hindriks (7 mei 1995) is een Nederlands voetbalster die in het seizoen 2011/2012 speelde voor SV Venray en VVV-Venlo. In juni 2012 was Hindriks rond met FC Den Bosch. De overschrijving ging niet door omdat de KNVB de toetreding van FC Den Bosch tot de eredivisie blokkeerde. Na nog een seizoen SV Venray stapt Marlies Hindriks in juli 2013 over naar Eindhoven. Ze gaat trainen bij PSV/FCE en voornamelijk haar wedstrijden spelen bij de satellietclub FC Eindhoven.

## Statistieken
| Seizoen | Club      | Land      | Competitie | Wed. | Goals |
| ------- | --------- | --------- | ---------- | ---- | ----- |
| 2011/12 | VVV-Venlo | Nederland | Eredivisie | 9    | 1     |
| Totaal  | Totaal    | Totaal    | Totaal     | 9    | 1     |

Laatste update 23 mei 2012 11:47 (CEST)